# Gornje Kolibe
Gornje Kolibe (cyr. Горње Колибе) – wieś w Bośni i Hercegowinie, w Republice Serbskiej, w gminie Brod. W 2013 roku liczyła 723 mieszkańców.